# Frontorganisation
En frontorganisation är en organisation som skapats och drivs av en annan organisation, som till exempel kan vara underrättelsetjänst, organiserad brottslighet, förbjudna organisationer, religiösa eller politiska grupper, påtryckningsgrupper eller företag. Frontorganisationen kan agera för huvudorganisationen utan att dess handlingar förknippas med huvudorganisationen.
Exempel på politiska frontorganisationer kan vara när ett parti startar en intresseorganisation som är tänkt att attrahera även medlemmar som inte delar det bakomstående partiets politiska åsikt. Tekniken har förekommit inom den kommunistiska rörelsen. Till exempel startade det amerikanska kommunistiska partiet Workers World Party antikrigsorganisationen A.N.S.W.E.R.. I Europa hade delar av fredsrörelsen under kalla kriget kopplingar till kommunistiska partier och Sovjetunionen. Samtidigt upprättade och kontrollerade USA:s underrättelsetjänst CIA ett antal frontorganisationer för att sprida antikommunistiska budskap, däribland Radio Free Europe, Congress for Cultural Freedom och The Asia Foundation.  
I mindre omfattning har även nazistiska rörelser, bland annat Sveriges nationella förbund, bedrivit frontorganisationer.[källa behövs] Scientologikyrkan har gjort sig kända för att använda sig av frontorganisationer. De driver bland annat drogavvänjningsorganisationen Narconon och antipsykiatrigruppen Kommittén för mänskliga rättigheter samt olika lobbygrupper, som Citizens for Social Reform.[källa behövs]

## Kommunistiska frontorganisationer i Sverige
Under hela Sovjetunionens existens 1917-1991 bedrevs agitation i Sverige genom bland annat följande frontorganisationer, som ytterst finansierades av Sovjetunionen eller dess satellitstater.
- Svenska Fredskommittén[3]
- Förbundet Sverige-DDR[4]
- Förbundet Sverige-Sovjetunionen

## Andra betydelser
I kommunistisk terminologi avser "frontorganisation" en organisation som flera kommunistiska eller socialistiska partier står enade bakom. I en folkfront kan dessutom även borgerliga partier stå bakom.